# 望月聖矢
望月 聖矢（もちづき せいや、1992年4月19日 - ）は滋賀県出身のサッカー選手。ポジションは、ミッドフィールダー。サッカー選手の望月嶺臣は実弟。

## 来歴
地元滋賀の強豪AZUL滋賀FCからガンバ大阪ジュニアユースに進んだ（同期に宇佐美貴史、大森晃太郎など）。2007年には、メニコンカップ クラブユース東西対抗戦の最優秀選手に輝き、年代別代表にも選ばれるなど注目されていたが、トップ昇格は叶わず近江兄弟社高等学校から大阪学院大学へ進学。
大学卒業後の2015年、MIOびわこ滋賀へ入団。

## 所属クラブ
ユース経歴
- AZUL滋賀FC（竜王町立竜王西小学校）
- 2005年 - 2007年 ガンバ大阪ジュニアユース（竜王町立竜王中学校）
- 2008年 - 2010年 ガンバ大阪ユース（近江兄弟社高等学校）
- 2011年 - 2014年 大阪学院大学

プロ経歴
- 2015年 - 2016年 MIOびわこ滋賀

## 個人成績
| 国内大会個人成績 | 国内大会個人成績 | 国内大会個人成績 | 国内大会個人成績 | 国内大会個人成績 | 国内大会個人成績 | 国内大会個人成績 | 国内大会個人成績 | 国内大会個人成績 | 国内大会個人成績 | 国内大会個人成績 | 国内大会個人成績 |
| 年度             | クラブ           | 背番号           | リーグ           | リーグ戦         | リーグ戦         | リーグ杯         | リーグ杯         | オープン杯       | オープン杯       | 期間通算         | 期間通算         |
| 年度             | クラブ           | 背番号           | リーグ           | 出場             | 得点             | 出場             | 得点             | 出場             | 得点             | 出場             | 得点             |
| 日本             | 日本             | 日本             | 日本             | リーグ戦         | リーグ戦         | リーグ杯         | リーグ杯         | 天皇杯           | 天皇杯           | 期間通算         | 期間通算         |
| ---------------- | ---------------- | ---------------- | ---------------- | ---------------- | ---------------- | ---------------- | ---------------- | ---------------- | ---------------- | ---------------- | ---------------- |
| 2015             | びわこ           | 37               | JFL              | 6                | 0                | -                | -                | 0                | 0                | 6                | 0                |
| 2016             | びわこ           | 7                | JFL              | 12               | 1                | -                | -                | 1                | 0                | 13               | 1                |
| 通算             | 日本             | 日本             | JFL              | 18               | 1                | -                | -                | 1                | 0                | 19               | 1                |
| 総通算           | 総通算           | 総通算           | 総通算           | 18               | 1                | -                | -                | 1                | 0                | 19               | 1                |

## 代表歴
- U-16日本代表
- U-18日本代表